# 蘇德智
蘇德智（Soo Teck Zhi，1995年8月4日—），馬來西亞男子羽毛球运动员。他曾赢得亚青赛男单冠军（2013年）。

## 簡歷
2013年7月，蘇德智代表馬來西亞出戰在沙巴州亞庇市舉行的亞洲青年羽毛球錦標賽，贏得男子單打比賽冠軍，成為第一位由大馬羽总栽培的亚青冠军。
2014年12月，蘇德智出战哥本哈根羽毛球大師賽，在男单準决赛以0比2（18-21、11-21）不敌丹麦名将的简·奥·约根森。
2015年6月，蘇德智出战斯里蘭卡羽毛球國際挑戰賽，在男单準决赛以0比2（15-21、9-21）不敌印度名将的萨米尔·维尔马。同年8月，他出战新加坡羽毛球國際系列賽，在男单决赛以0比2（11-21、15-21）不敌赛会头号种子、队友的伊斯干达·祖卡奈因·扎因丁，赢得亚军。同年9月，他出战印尼羽毛球國際挑戰賽，在男单準决赛以0比2（18-21、18-21）不敌赛会8号种子、印尼名将的索尼·昆科罗。
2016年3月，蘇德智出战紐西蘭羽毛球黃金大獎賽，在男单準决赛以0比2（18-21、17-21）不敌赛会13号种子、中国的黄宇翔。
2017年5月，蘇德智出战樂魚羽毛球國際挑戰賽，在男单準决赛以0比2（9-21、19-21）不敌赛会5号种子、泰国名将的潘纳维·松努阿姆。
2018年9月，蘇德智出战雪梨羽毛球國際賽，在男单决赛以0比2（18-21、11-21）不敌赛会9号种子、日本名将的武下利一，赢得亚军。同年12月，他出战尼泊爾羽毛球國際系列賽，在男单决赛以1比2（22-20、20-22、9-21）不敌赛会9号种子、泰国名将的昆拉武特·威提讪，赢得亚军。同期12月，他出战孟加拉羽毛球國際挑戰賽，在男单决赛以2比0（21-17、21-17）击败了赛会头号种子、越南名将的范高強，这也是他赢得首个國際挑戰賽男单冠军。
2019年1月，蘇德智出战愛沙尼亞羽毛球國際賽，在男单準决赛以0比2（8-21、15-21）不敌法国名将的阿諾·梅克爾。

## 主要比賽成績
只列出曾進入準決賽的國際賽事成績：
| 年份   | 賽事                     | 公開賽級別 | 項目     | 成績   |
| ------ | ------------------------ | ---------- | -------- | ------ |
| 2013年 | 亞洲青年羽毛球錦標賽     | 其他       | 男子單打 | 冠軍   |
| 2014年 | 哥本哈根羽毛球大師賽     | 其他       | 男子單打 | 準決賽 |
| 2015年 | 斯里蘭卡羽毛球國際挑戰賽 | 國際挑戰賽 | 男子單打 | 準決賽 |
| 2015年 | 新加坡羽毛球國際系列賽   | 國際系列賽 | 男子單打 | 亞軍   |
| 2015年 | 印尼羽毛球國際挑戰賽     | 國際挑戰賽 | 男子單打 | 準決賽 |
| 2016年 | 紐西蘭羽毛球黃金大獎賽   | 黃金大獎賽 | 男子單打 | 準決賽 |
| 2017年 | 樂魚羽毛球國際挑戰賽     | 國際挑戰賽 | 男子單打 | 準決賽 |
| 2018年 | 雪梨羽毛球國際賽         | 國際系列賽 | 男子單打 | 亞軍   |
| 2018年 | 尼泊爾羽毛球國際系列賽   | 國際系列賽 | 男子單打 | 亞軍   |
| 2018年 | 孟加拉羽毛球國際挑戰賽   | 國際挑戰賽 | 男子單打 | 冠軍   |
| 2019年 | 愛沙尼亞羽毛球國際賽     | 國際系列賽 | 男子單打 | 準決賽 |
| 2019年 | 奧地利羽毛球公開賽       | 國際挑戰賽 | 男子單打 | 準決賽 |
| 2019年 | 葡萄牙羽毛球國際賽       | 國際系列賽 | 男子單打 | 亞軍   |
| 2019年 | 拉各斯羽毛球國際經典賽   | 國際挑戰賽 | 男子單打 | 準決賽 |

| 2007-2017年 | 首要超級賽 | 超級賽 | 黃金大獎賽 | 大獎賽 | 國際挑戰賽 | 國際系列賽 | 未來系列賽 | 其他 |

| 2018-2026年 | 總決賽 | 超級1000賽 | 超級750賽 | 超級500賽 | 超級300賽 | 超級100賽 | 國際挑戰賽 | 國際系列賽 | 未來系列賽 | 其他 |